# Ready for Whatever
Ready for Whatever är en låt från T.I.'s album Paper Trail. Låten är producerad av Drumma Boy.

## Listor
| Lista (2008)           | List- position |
| ---------------------- | -------------- |
| U.S. Billboard Hot 100 | 57             |
| Canadian Hot 100       | 62             |